# يوروبا يونيفرساليس 3
يوروبا يونيفرساليس 3 (بالإنجليزية: Europa Universalis III)‏ هي لعبة استراتيجية كبرى من تطوير شركة استوديو برودكس للتطوير ونشر شركة بارادوكس إنتراكتيف. صدرت اللعبة في يناير 2007 على مايكروسوفت ويندوز وعلى ماك أو إس في نوفمبر 2007.